# ولپن
ولپن (انگلیسی: Volpone) نمایشنامه‌ای کمدی به قلم بن جانسن نمایشنامه‌نویس انگلیسی است.

## خلاصه داستان
ولپن، روایتگر مردی به نام ولپن است که دارای خصلت‌ها و صفت‌های نکوهیده که نیمی از ثروت ونیز در اختیار اوست و دیگران چشم به مال او…